# Жавари
Жавари́ (на территории Перу — Явари́; исп. Río Yavarí; порт. Rio Javari, Javary) — река в Южной Америке, правый приток Амазонки.
В Бразилии протекает по границе на северо-западе в штате Амазонас, в Перу — по региону Лорето. Длина — 1056 км. Исток находится в Перу. Площадь водосборного бассейна — 91 тыс. км². Среднегодовой расход воды 4260 м³/с
Берёт своё начало в перуанских Андах (Ла-Монтанья), после чего на всём протяжении, кроме верховья, служит границей между Бразилией и Перу.
Река судоходна на протяжении 500 км и ещё дальше в дождливый сезон в период с января до мая. Паводок происходит в период с декабря по апрель.
В среду 13 августа 1930 года в районе этой реки на территории Бразилии произошло событие, названное Бразильской Тунгуской, — падение метеорита.